# آنماریا دی مارس
آنماریا دی مارس (انگلیسی: AnnMaria De Mars؛ زادهٔ ۱۵ اوت ۱۹۵۸) ورزشکار جودو اهل ایالات متحده آمریکا است. وی در مسابقات کشوری و بین‌المللی در مجموع برندهٔ ۱ مدال طلا شده‌است. او مادر روندا رزی می‌باشد.